# سهل الشامي (الجميمة)

تعديل مصدري - تعديل

سهل الشامي هي إحدى قرى عزلة ظهاى بمديرية الجميمة التابعة لمحافظة حجة، بلغ تعداد سكانها 378 نسمة حسب تعداد اليمن لعام 2004. ومن المتوقع أن عدد سكانها ارتفع نسبياً خلال السنوات الأخيرة الماضية.